# پیشینه پژوهش
پیشینه پژوهش یا مرور ادبیات تحقیق یا مرور نوشتارها(به انگلیسی: Literature review) بخش مشخصی از مقاله‌های چاپ شده در ژورنال‌های علمی است که در آن وضعیت پژوهش‌های انجام شده در یک حوزه پژوهشی ویژه ارائه می‌شود و رویکردهای به خصوصی که در آن حوزه مورد توجه قرار گرفته‌اند مرور می‌شوند. این بخش به محتوای بسیار تخصصی وارد نمی‌شود و همچون دانش به زبان ساده باعث کاهش بار نگری و تخصصی برای خواننده می‌شود.
همانند دیگر بخش‌های یک مقاله علمی، بخش پیشینه پژوهش نیز تحت بررسی همتا قرار می‌گیرد و نوشته‌های آن باید به درستی به منابع معتبر ارجاع داده شده باشند. بعضی ژورنال‌ها نیز در پایان هر دوره نوشتاری با عنوان «دوره سالانه» یا «مرور سالانه» منتشر می‌کنند که در آن به مرور مقالات چاپ شده در موضوعی به ویژه در آن ژورنال پرداخته می‌شود.

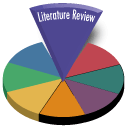
پیشینه پژوهش

## فرایند پژوهش و جایگاه مرور پیشینه در آن
سرشت هر پژوهش آن‌چنان با اطلاعات و منابع دانش در هم آمیخته‌است که بدون توجه به اطلاعات موجود و رفتار اطلاع یابی مؤثر، نمی‌توان اطلاعات جدید و به اصطلاح دانش نو تولید کرد.
هر فعالیت پژوهشی، فرایند چند مرحله‌ای دارد. توانایی شناسایی، بازیابی، مرور و تحلیل و نوشتن جایگاه مهمی در تدوین پیشینه پژوهش دارد. هر چند که گام دوم پژوهش به‌طور واضح به مرور نوشتارها و تدوین پیشینه اختصاص دارد، اما مرور پیشینه تا گام‌های پایانی پژوهش ادامه دارد و به بیان دیگر پژوهشگر باید تا پایان کار خود به‌طور دائم در تعامل با سایر پژوهش‌های مرتبط باشد.
هفت گام فرایند پژوهش عبارتند از:
1. یافتن زمینه و موضوع مناسب برای تحقیق (مسئله یابی)
2. مطالعه و مرور پیشینه نظری و پژوهشی
3. تدوین پرسش‌ها یا فرضیه‌های پژوهش
4. تعیین روش تحقیق، ابزار گردآوری داده‌ها و آزمون‌های آماری
5. اجرای پژوهش و گردآوری داده‌ها
6. تجزیه و تحلیل داده‌ها و ارائه یافته‌ها
7. بحث و نتیجه‌گیری و تدوین گزارش پژوهش[۱]

## مفهوم و اهمیت مرور پیشینه
بررسی پیشینه تحقیق، مطالعه گذشته آن است و نگاهی است به آنچه دیگران در زمینه این تحقیق یا موضوعات مشابه انجام داده‌اند. در بررسی پیشینه، محقق می‌خواهد بداند دیگران در این باره چه کرده‌اند، تا کجا پیش رفته‌اند و چگونه کار کرده‌اند، تا او نیز کار خود را در راستا و ادامه تلاش‌های پیشین قرار دهد و در ضمن از روش‌ها و نتایج آن تلاش‌ها در حل مسئله خود استفاده کند. اگر دیگران مسئله ای را که محقق در صدد حل آن است پیش از او به بهترین شکل ممکن حل کرده باشند، پرداختن به چنین تحقیقی کار بیهوده و لغوی خواهد بود. اما اگر آن مسئله هنوز حل نشده یا روش قابل قبولی نداشته‌است، می‌تواند برای حل آن با روش مقبول، دست به کار شود.

تعریف مسئله به بررسی بهتر پیشینه کمک می‌کند و بررسی پیشینه نیز متقابلاً به شناخت بهتر مسئله نیز کمک می‌کند. این دو تأثیر متقابل در یکدیگر دارند. در ابتدا محقق باید با مطالعه اکتشافی، شناخت نسبی از مسئله و مفاهیم مرتبط با آن به دست آورد و سپس با بررسی پیشینه شناخت خود را کامل تر کند. چه بسا با کامل تر شدن شناخت نسبت به مسئله، بتواند منابع جدیدی برای پیشینه به دست آورد که با مطالعه آن منابع نیز می‌تواند به شناخت دقیق تر مسئله دست یابد.

از دیدگاه کلی، مرور نوشتارها و پیشینه پژوهش عبارت است از بررسی تحلیلی آثار صاحب نظران و پژوهشگران در یک موضوع خاص. از این رو، فعالیتی فکر (تحلیلی و انتقادی) است که طی آن پژوهشگر، متون و آثار موجود در زمینه پژوهش را شناسایی می‌کند و بر اساس یک الگوی مشخص و با در نظر داشتن هدف خاص پژوهش خود، آن‌ها را بررسی، تحلیل و نقد می‌کند تا در راستای پژوهش خود از آن‌ها استفاده کند. مرور نوشتارها، خلاصه پژوهش‌های پیشین نیست، بلکه مطالعه‌ای است که ضمن خلاصه کردن پژوهش‌های پیشین، آنهارا ارزیابی و ارتباط آن‌ها را با یکدیگر و با پژوهش در دست انجام مشخص می‌کند. تحقق هدف‌های هر پژوهش به میزان زیادی به کیفیت پیشینه پژوهش، یعنی مرور تحلیلی و انتقادی آثار و پژوهش‌های موجود بستگی دارد.

## اهداف (چرایی) پیشینه پژوهش
تدوین پیشینه پژوهش در هر نوشته علمی اهدافی را دنبال می‌کند. از جمله این اهداف می‌توان موارد زیر نام برد:
1. شناسایی آثار مطرح، نویسندگان و پژوهشگران معتبر و کلیدی در موضوع مورد نظر
2. شناسایی نظریه‌ها، فرضیه‌ها و مباحث عمده در زمینه موضوع مورد پژوهش به عبارت دیگر، پژوهشگر باید به‌طور فشرده نشان دهد که تحولات نظری و کاربردی در حوزه یا موضوع مورد توجه وی چیست و تا کجا پیش رفته‌است.
3. نشان دادن اینکه پژوهشگر تا حد ممکن همه آثار و پژوهش‌های مرتبط را مورد توجه و بررسی قرار داده‌است.
4. اطمینان از اینکه کار وی تکراری نیست و تفاوت‌هایی در یک یا چند زمینه نسبت به سایر آثار مشابه دارد.
5. تأکید بر اینکه کار پژوهشگر با توجه به یافته‌های سایر پژوهش‌ها انجام می‌گیرد و یافته‌های جدیدتری از آن انتظار می‌رود.
6. شناسایی متغیرهای گوناگونی که در انجام پژوهش و سنجش کمی یا کیفی نقش دارند.
7. نشان دادن اینکه پژوهش‌های دیگر از چه روش‌ها و چه ابزارهایی برای گردآوری و تحلیل کمی و کیفی اطلاعات استفاده کرده‌اند و تا چه میزان آن روش‌ها و ابزارها معتبر بوده و نقش آن‌ها در پژوهش وی چیست.
8. شناسایی زمینه‌های خالی تحقیق تا پژوهشگر بتواند موضوع مناسبی را برای انجام یک پژوهش بیابد.

نکته قابل توجه دیگری که بر اهمیت بخش مرور نوشتارها پیشینه پژوهش در مقاله‌ها، پایان‌نامه‌ها و گزارش‌های پژوهش می‌افزاید آن است که کیفیت این بخش از کار پژوهشی به منزله یک شاخص داوری برای این گونه آثار به‌شمار می‌رود. چنانچه پیشینه پژوهش از جامعیت، عمق، انسجام، دقت و تحلیل‌های قوی برخوردار باشد، خواننده یا داور قضاوت مثبتی نسبت به کل اثر خواهد داشت؛ یعنی اطمینان خواهد یافت که پژوهشگران تلاش زیادی در بررسی و استفاده درست از آثار و نوشته‌های موجود به عمل آورده‌اند. ارتباط نزدیک و معنادار مرور نوشتارها و پیشینه پژوهش با سایر بخش‌های یک کار پژوهشی می‌تواند بر استحکام و غنای آن بیفزاید.

## ارتباط پژوهش در دست انجام با سایر پژوهش‌ها
هر طرح پژوهش در شبکه‌ای از مطالعات هم موضوع و مرتبط قرار می‌گیرد. ترسیم این پیوندها وظیفه‌ای است که در بخش مرور پیشینه پژوهش انجام می‌شود.

یکی از هدف‌های عمده پیشینه پژوهش آن است که مشخص کند پژوهش در دست انجام، به لحاظ پشتیبانی یا مقایسه، چه ارتباطی با پژوهش‌های پیشین دارد. بدیهی است هر پژوهشی باید با توجه به پژوهش‌های پیشین طراحی و اجرا شود. این امر اهمیت زیادی در شناسایی زمینه‌ها و به اصطلاح، نقاط خالی پژوهش و همچنین در شناسایی روش‌ها و ابزارهای به کارگرفته شده، و به ویژه در مشخص کردن یافته‌ها و نتایج عمده دارد. در مجموع، باید ارتباط میان پژوهش در دست انجام با سایر پژوهش‌های مرتبط را به شکل عینی و عملی، نه تنها در بخش پیشینه پژوهش مشخص و تحلیل شود، بلکه لازم است در سرتاسر پژوهش برقرار کرد. در واقع مرور پیشینه مشخص می¬¬کند که تا حالا علم تا کجا و در چه زمینه‌هایی پیش رفته و در چه مواردی هنوز کار جدی انجام نشده‌است.

## انواع مرور نوشتار و پیشینه پژوهش
با توجه به گستردگی هدف‌های پیشینه پژوهش، انواع مختلفی را می‌توان برای آن برشمرد. از جمله:

### مرور نوشتارها و پیشینه پژوهش با رویکرد توصیفی
از این رویکرد برای شناسایی و توصیف آنچه که در رابطه با موضوع مورد نظر نگاشته یا تحقیق شده‌است می‌توان استفاده کرد. در این حالت، پس از یک مقدمه کوتاه، کافی است هر یک از متون یا پژوهش‌های مرتبط را به صورت جداگانه و براساس یک روش مشخص (مثلاً به ترتیب زمانی، یعنی سال انتشار متون بررسی شده) توصیف کرد. توصیف پژوهش‌ها شامل زمینه موضوعی، روش تحقیق و یافته‌های مربوط می‌باشد.

### مرور نوشتارها و پیشینه پژوهش با رویکرد تحلیلی
مرور تحلیلی با دیدگاه عملی تر و روشمندتر به بررسی متون و پژوهش‌های مورد نظر می‌پردازد. هدف این رویکرد شناسایی دقیق تر پژوهش‌های موجود و آگاهی از برخی جنبه‌های آن به منظور استفاده در پژوهش در دست انجام است. در این رویکرد نه تنها موضوع، روش پژوهش و یافته‌ها بررسی می‌شود، بلکه جزئیات بیشتری از متن (مثلاً هدف، جامعه تحقیق، حجم نمونه، روش تحقیق، آزمون‌های آماری و یافته‌های تحقیق) و نیز ارتباط آن با سایر آثار و پژوهش در دست انجام تجزیه و تحلیل می‌شود. علت «روشمند» خواندن این نوع مرور آن است که براساس نظم خاصی (بجز نظم تاریخی) تحلیل‌ها ارائه می‌شود. در این رویکرد، پژوهش‌های مورد بررسی از دیدگاه‌های مختلف مقایسه می‌شوند و وجوه تشابه و تمایز آن‌ها مشخص می‌شود.

### مرور نوشتارها و پیشینه پژوهش با رویکرد انتقادی
این رویکرد در واقع مکمل رویکرد تحلیلی است که در آن، افزون بر تحلیل نوشتارها و پژوهش‌های موجود، لازم است به چند جنبه دیگر نیز توجه کرد. با توجه به هدف پژوهش در دست انجام، نقاط قوت و ضعف هر یک از آثار بررسی شده را از نظر روش تحقیق، جامعه مورد مطالعه، ابزار گردآوری اطلاعات و روایی و پایایی آن، روش‌های آماری مورد استفاده و استنباط‌ها و استدلال‌های ارائه شده در مورد یافته‌ها و نتایج باید مشخص کرد.

### سایر انواع مرور پیشینه
علاوه بر موارد ذکر شده، برخی از انواع مرور پیشینه‌ها با هدف خاصی نگاشته می‌شوند. مانند مرورهایی که در قالب یک مقاله بلند و به سفارش سردبیر برخی مجله‌ها منتشر می‌شوند. این نوع مقاله‌ها که توسط صاحب‌نظراان هر حوزه موضوعی نوشته می‌شوند، آثار و پژوهش‌های انتشار یافته در طول یک سال یا یک دوره مشخص را همراه با روند تحولات عمده بررسی و نقد می‌کنند.
بر اساس جامعیت و سطح تحلیل، مرور نوشتارها را می‌توان به صورت زیر دسته‌بندی کرد:

| مرور نوشتارهای تحلیلی و جامع (مناسب رساله‌های دکتری)            | مرور نوشتارهای تحلیلی و گزیده (مناسب مقاله‌های علمی- پژوهشی) |
| مرور نوشتارهای توصیفی و جامع (مناسب کتاب‌شناسی‌ها و مقاله‌نامهها) | مرور نوشتارهای توصیفی و گزیده (مناسب مقاله‌های علمی- ترویجی) |

## شناسایی منابع جهت تدوین پیشینه پژوهش